# Corée du Sud aux Jeux olympiques d'hiver de 1972
Cet article contient des informations sur la participation et les résultats de la Corée du Sud (ou République de Corée) aux Jeux olympiques d'hiver de 1972, qui ont eu lieu à Sapporo au Japon.

## Résultats

### Patinage artistique

#### Femmes
| Athlète        | FI | PL | Points  | Places | Rang |
| -------------- | -- | -- | ------- | ------ | ---- |
| Chang Myung-Su | 18 | 19 | 2 117,0 | 171    | 19   |

### Patinage de vitesse
| Athlète        | Épreuve | Temps         | Rang |
| -------------- | ------- | ------------- | ---- |
| Jeong Chung-Gu | 500 m   | 41 s 42       | 22   |
| Jeong Chung-Gu | 1 500 m | 2 min 17 s 36 | 35   |

| Athlète       | Épreuve | Temps         | Rang         |
| ------------- | ------- | ------------- | ------------ |
| Choi Jung-Hui | 500 m   | 46 s 74       | 22           |
| Choi Jung-Hui | 1 000 m | 1 min 37 s 57 | 31           |
| Choi Jung-Hui | 1 500 m | 2 min 29 s 79 | 22           |
| Choi Jung-Hui | 3 000 m | Non partante  | Non partante |
| Chun Sun-Ok   | 500 m   | Non partante  | Non partante |
| Chun Sun-Ok   | 1 000 m | 1 min 36 s 24 | 25           |
| Chun Sun-Ok   | 1 500 m | 2 min 32 s 06 | 28           |
| Chun Sun-Ok   | 3 000 m | 5 min 22 s 27 | 19           |
| Lee Kyung-Hee | 500 m   | 47 s 45       | 26           |
| Lee Kyung-Hee | 1 000 m | 1 min 36 s 50 | 26           |

## Référence
- (en) Cet article est partiellement ou en totalité issu de l’article de Wikipédia en anglais intitulé « South Korea at the 1972 Winter Olympics » (voir la liste des auteurs).